# غوشنة أمريكية
غوشنة أمريكية (الاسم العلمي: Morchella americana) هي نوع من الفطريات يتبع جنس الغوشنة من الفصيلة الغوشنية.